# Большая Елховка (Мордовия)
Больша́я Елхо́вка — село в Лямбирском районе Республики Мордовия, административный центр Большеелховского сельского поселения.
Население — 4134 человек (2008). 68 % жителей села — русские, 20 % — мордва и 10 % — татары.

## География
Село Большая Елховка расположено в 10 километрах восточнее Саранска, около автомобильной дороги Саранск-Ульяновск (трасса Р-178). В селе находится железнодорожная станция Елоховка Куйбышевской железной дороги. Протекает река Елшанка. В 2-х километрах русло реки Инсар. В селе имеются два искусственных водоёма.

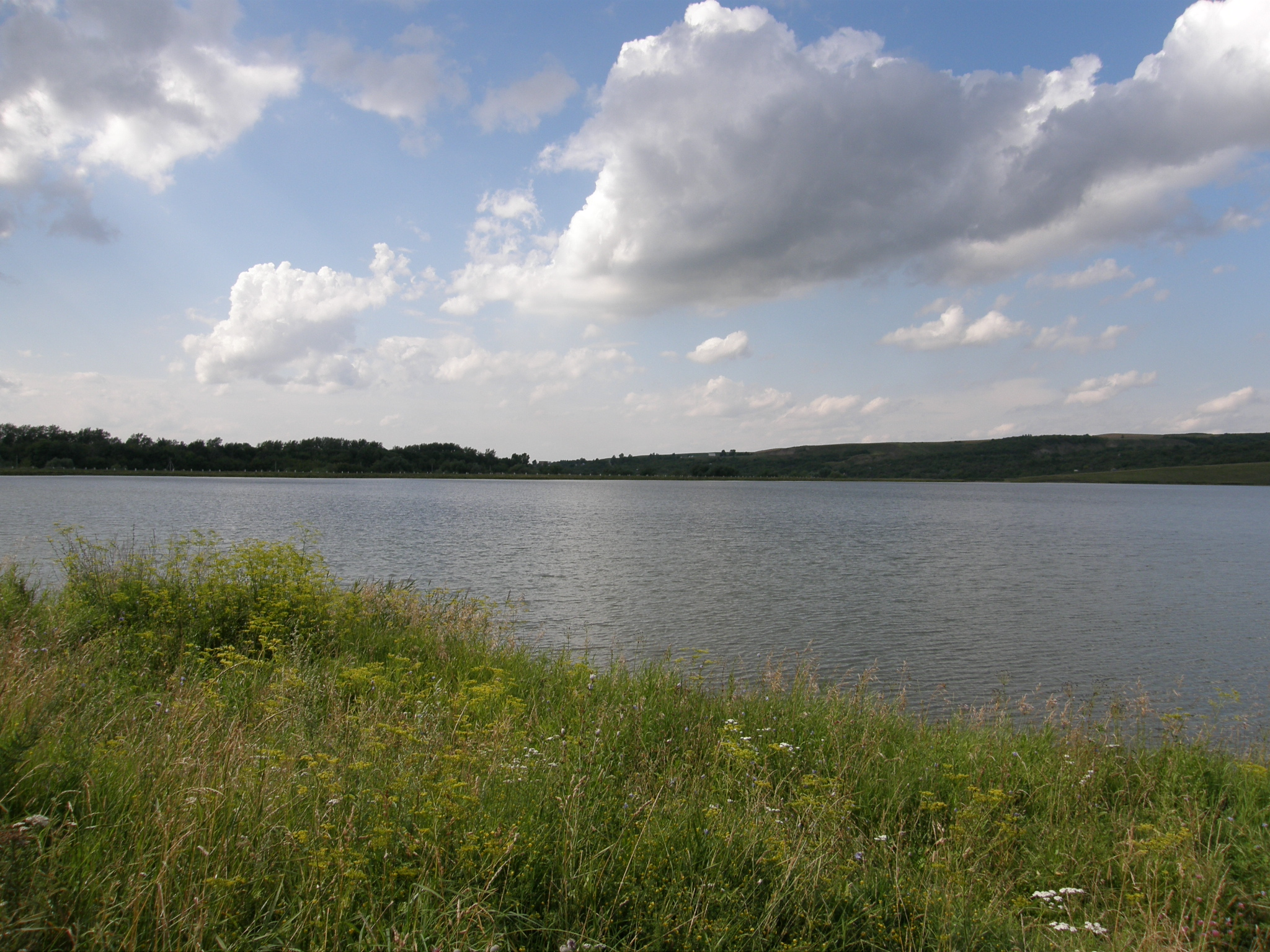
Большой пруд
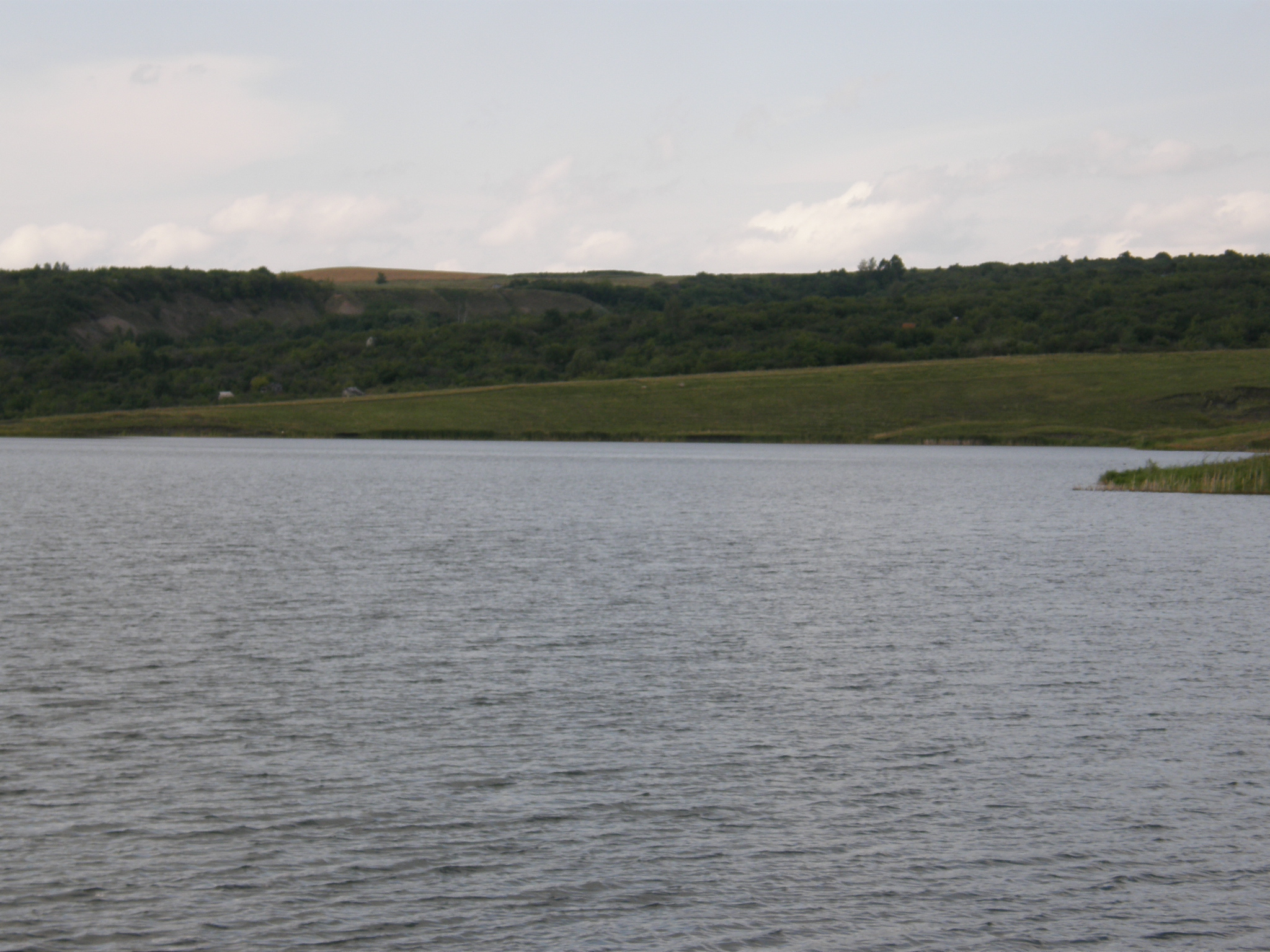

## История
Согласно Топонимическому словарю Мордовской АССР:
Большая Елховка — русское село в Лямбирском районе. В «Списке населенных мест Пензенской губернии» (1869) Большая Елховка (Архангельское) — село владельческое: из 43 дворов Саранского уезда.
С 1984 года по 2005 год — рабочий посёлок.
Название-характеристика: в Среднем Поволжье наименования «Елшанка», «Елхи», «Ольховка», «Ольшанка» указывают на наличие близ населённых пунктов ольховых лесов; в середние 19 в. в уезде были 3 населённых пункта с таким названием. В «Списке населённых мест Пензенской губернии» (1869) Большая Елховка (Архангельское) — село владельческое из 43 дворов Саранского уезда; в 1914 г. состояла из 80 дворов. В «Списке населённых мест Средне-Волжского края» (1931) зафиксированы 160 дворов (854 чел.). В 1934 г. был образован колхоз им. В. И. Ленина, объединён в 1960 г. с колхозом «Новая жизнь» в совхоз «Россия» с центральной усадьбой в с. Александровка. В конце 1940—1950-х гг. в селе действовала РТС. В связи с реорганизацией её оборудование передано заводу дорожных машин. В 1979 г. была создана птицефабрика, с 2001 г. — ОАО «Агрофирма „Октябрьская“».

## Предприятия
ОАО "Агрофирма «Октябрьская»
ЗАО «Дорожник»

## Социальная сфера

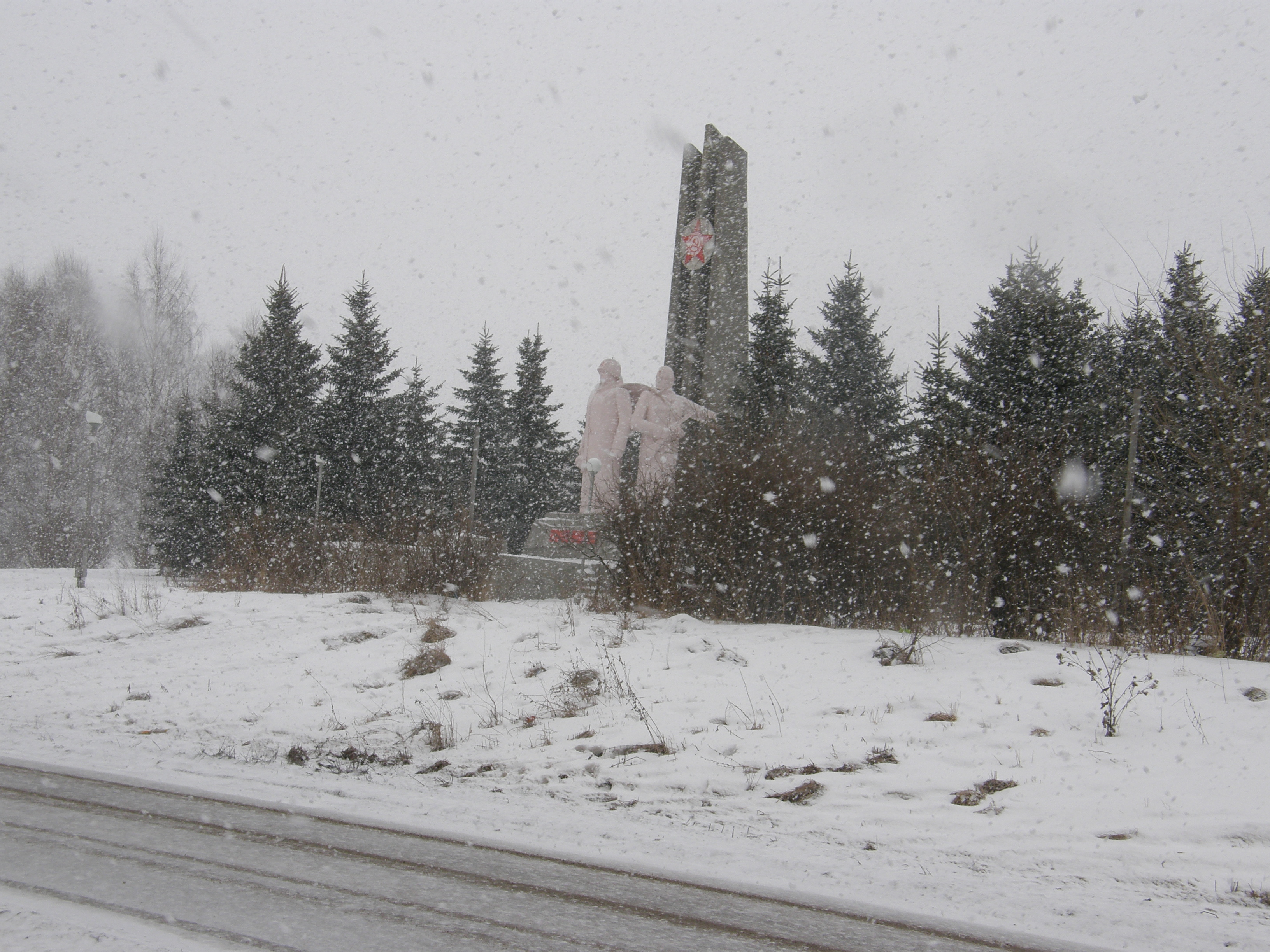
Памятник участникам ВОВ

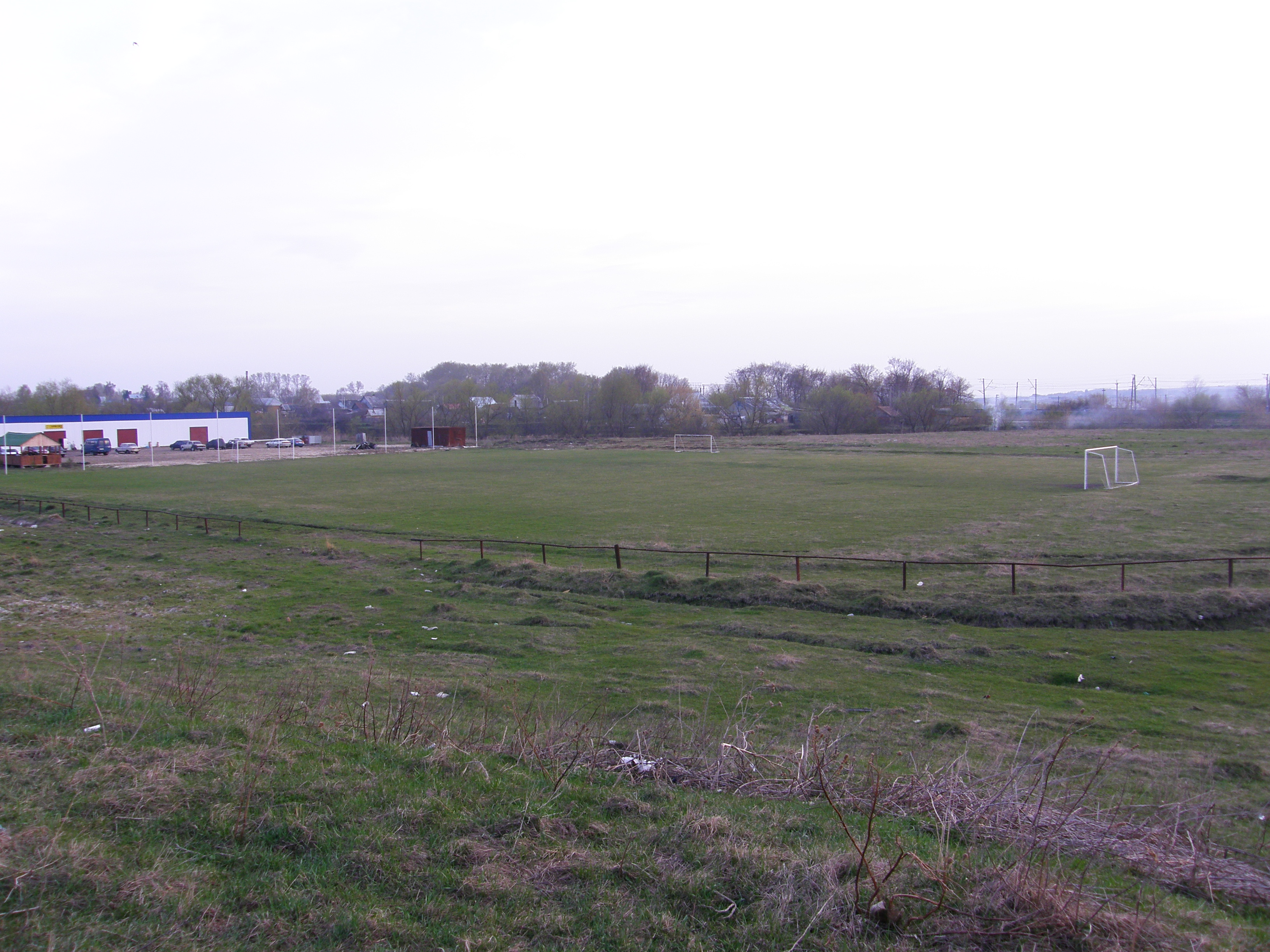
Футбольное поле

### Образование
- Средняя школа,
- Детский сад «Золотой петушок»

### Медицина
- Больница, 1 аптека.

### Культура
- Библиотека,
- Дом культуры,
- Школа искусств.

### Спорт
- Физкультурно-оздоровительный комплекс,
- ДЮСШ (футбол, легкая атлетика, греко-римская борьба),
- Футбольный клуб «Большая Елховка» (участник первенства Мордовии, 2 группа),
- Мини-футбольный клуб "Кафе «Лесное» (участник чемпионата Мордовии, высшая лига).

## Религия
Православные храмы
- Церковь Воскресения Христова